# Almas Tower
La Almas Tower es un rascacielos de 360 metros de altura, construido en Dubái, Emiratos Árabes Unidos. Su construcción comenzó a principios del 2005 y finalizó en el 2008. Tiene 68 plantas, 64 de los cuales son para uso de oficinas y comercio y 4 de ellas son plantas para servicios.
La torre está situada en una isla artificial en el centro del complejo Jumeirah Lake Towers, del cual es edificio más alto. Ha sido diseñada por Atkins, la compañía de arquitectos que ha proyectado la mayoría del complejo. La torre fue construida por Taisei Corporation de Japón, que ganó el contrato de construcción ofrecido por Nakheel Properties el 16 de julio de 2005.
La torre alberga las actividades de corte y comercio de diamantes. Debido al tipo de transacciones que se dan dentro de la torre, se han instalado sistemas de alta seguridad.

## Galería

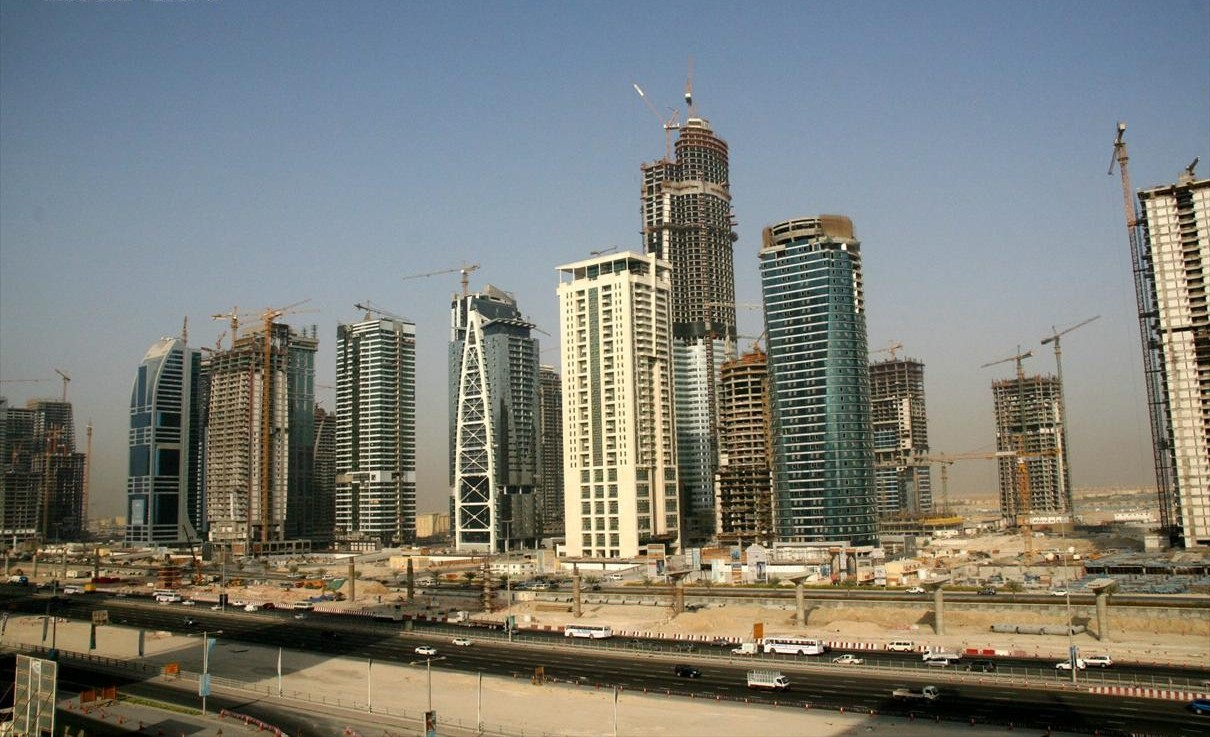
El complejo Torres del Lago Jumeirah en construcción el 17 de julio de 2007.
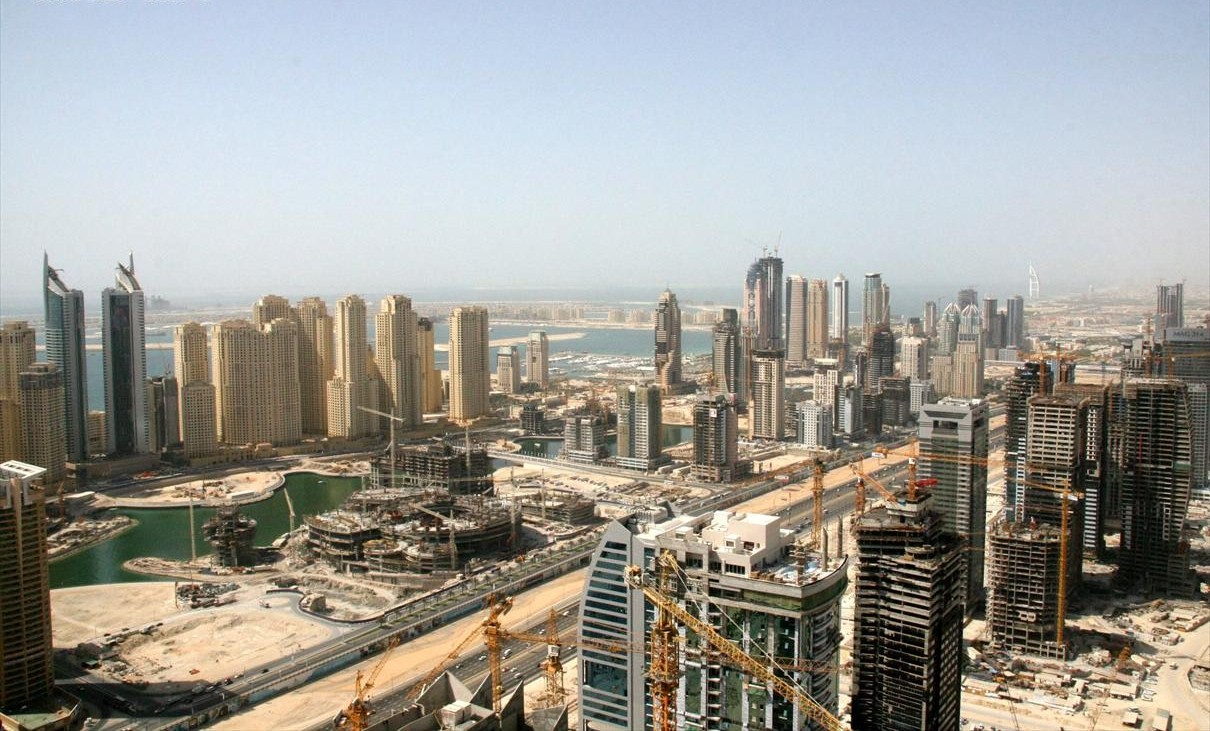
Vista desde el Almas Tower de la Marina de Dubái el 24 de mayo de 2007.
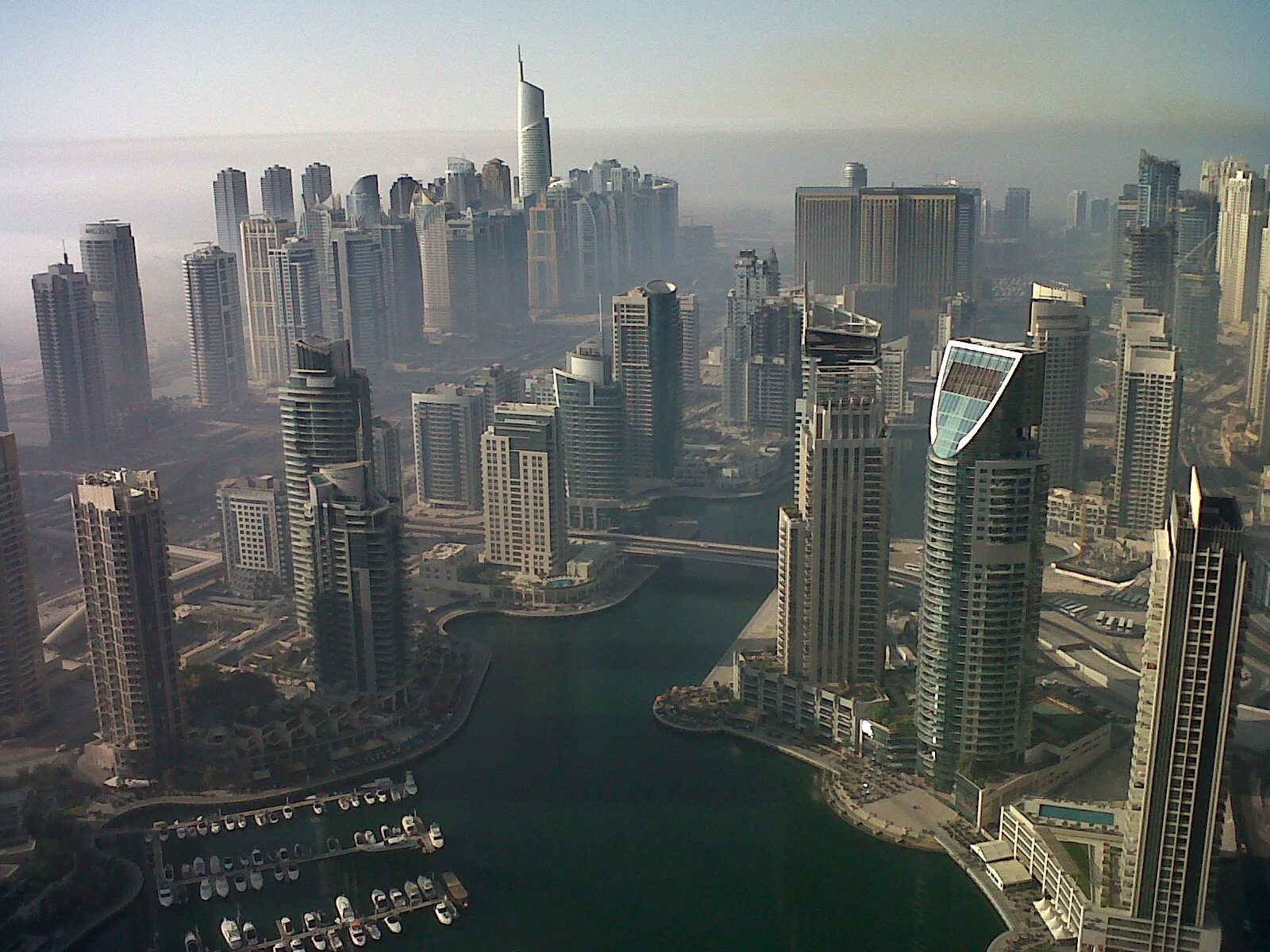
Vista desde el edificio The Torch.
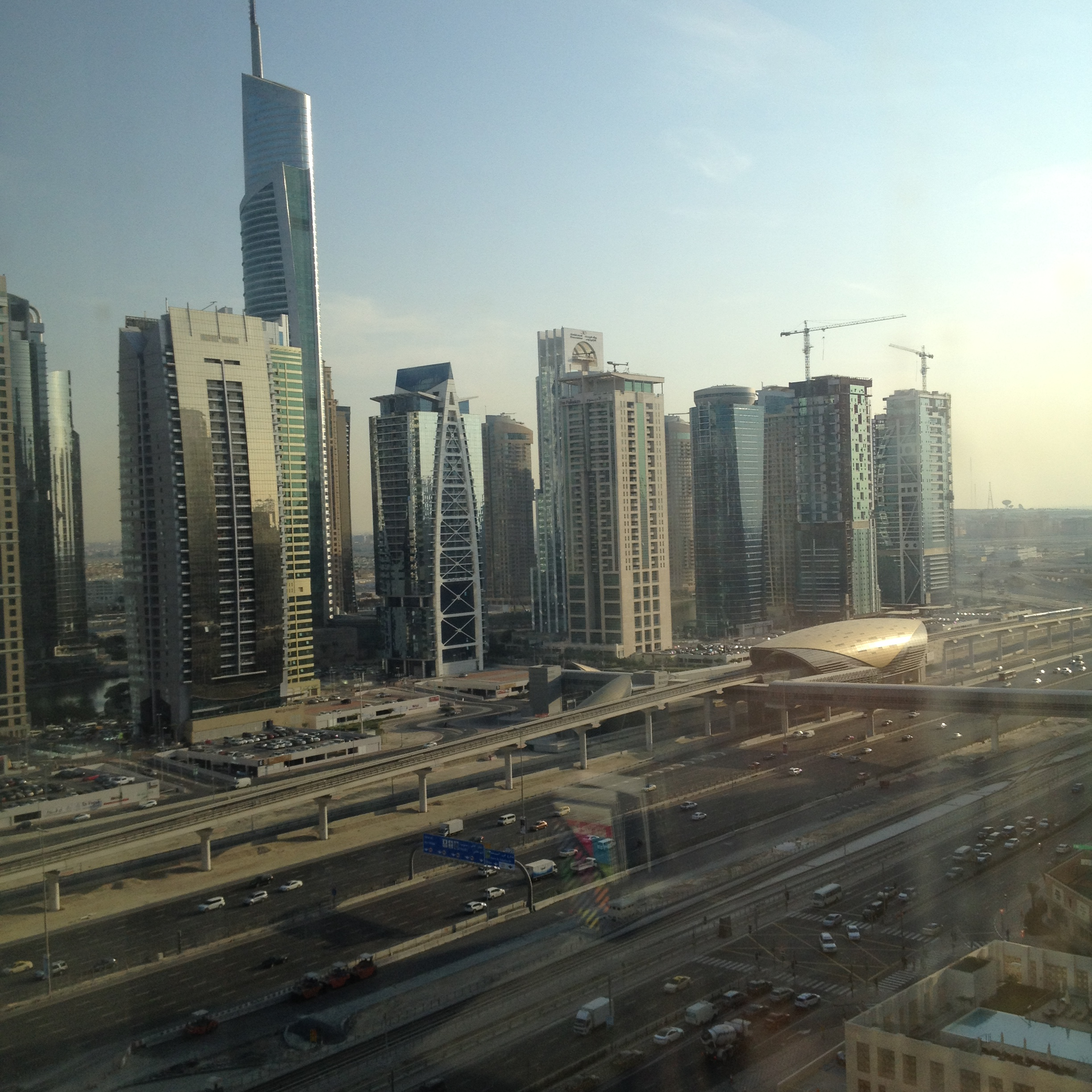
Torre de la izquierda.
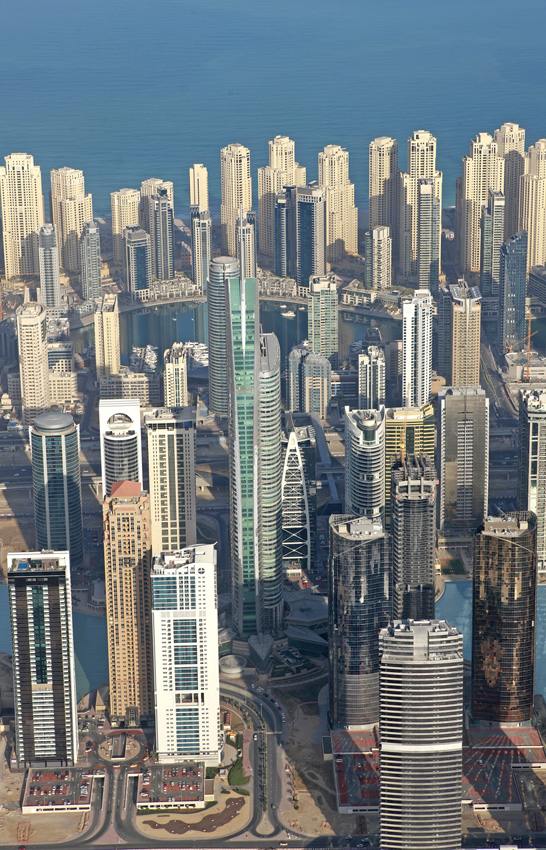
Vista aérea de la torre.